# Обчуга
Обчуга (біл. вёска Абчуга) — село в складі Крупського району Мінської області, Білорусь. Село приналежне до Костричницької сільської ради, розташоване в східній частині області.
Рішенням Мінської обласної ради депутатів від 28 травня 2013 року, щодо змін адміністративно-територіального устрою Мінської області, село Обчуга, уже колишньої Обчугської сільської ради, підпорядковане Костричницькій сільській раді.